# Julien Capdeillayre
Pas d'image ? Cliquez ici

a Compétitions nationales et continentales officielles uniquement.

Dernière mise à jour le 3 septembre 2018.
Julien Capdeillayre, né le 16 octobre 1981 à Toulouse (Haute-Garonne), est un joueur de rugby à XV français qui évolue au poste de troisième ligne centre (1,87 m pour 91 kg). 
Il est le premier joueur amateur à avoir été sélectionné par les Barbarians français, à l'occasion de la rencontre contre la Namibie, le 14 novembre 2014 au Stade Mayol de Toulon.  

## Carrière
- 1995-2005 : US La Seyne
- 2005-2007 : RC Toulon
- 2007-2018 : US La Seyne[2]